# Серпико, Фрэнк
Франче́ско Ви́нсент Серпико (14 апреля 1936) — отставной офицер Департамента полиции Нью-Йорка, выступивший с показаниями по случаям коррупции в полиции в 1971 году. Стал знаменит после выхода одноимённого фильма «Серпико», где его роль исполнил Аль Пачино.

## Биография
Серпико родился в Бруклине и был младшим ребёнком в семье итальянских иммигрантов Винченцо и Марии Джованны Серпико, выходцев из провинции Неаполь. В возрасте восемнадцати лет поступил на службу в армию США и провёл два года в Корее. Позже работал частным сыщиком на полставки и общественным наставником во время обучения в Бруклинском колледже.

## Карьера в полиции
Фрэнк Серпико поступил на службу в Департамент полиции Нью-Йорка в 1959 году и одиннадцатого сентября того же года был приведён к присяге в качестве патрульного с испытательным сроком. После завершения испытательного срока 5 марта 1960 года зачислен в Департамент полиции Нью-Йорка, в котором проработал двенадцать лет в качестве патрульного. Два года работал на Бюро криминалистических исследований (англ. Bureau of Criminal Identification), заполняя дактилоскопические карты. Позже был переведён на службу в качестве секретного агента, работая которым, столкнулся с массовой коррупцией среди личного состава Департамента полиции Нью-Йорка.
При несении службы в качестве секретного агента в Бруклине и Бронксе Фрэнк Серпико обнаружил налаженную систему рэкета со стороны полицейских. По причине того, что он избегал участия в коррупционных делах своих коллег по работе, срок его службы в этом подразделении был очень коротким. В целях выяснения обстоятельств и степени вовлечённости персонала в коррупционные схемы Серпико рисковал своей жизнью и здоровьем. В 1967 году Серпико предоставил отчёт с достоверными данными о систематической коррупции, но бюрократическому аппарату удавалось не давать делу хода до тех пор, пока Серпико не вышел на офицера Дэвида Дёрка (англ. David Durk), который помог сдвинуть дело с мёртвой точки. Серпико считал, что его коллеги знали о его секретных встречах с людьми из службы внутренних расследований, и, не видя реальных действий со стороны официальных лиц, обратился к журналистам газеты Нью-Йорк Таймс, которая 25 апреля 1970 года на своей заглавной странице опубликовала статью о коррупции в Департаменте полиции Нью-Йорка.
Такой поворот событий вынудил мэра города Джона Линзи (англ. John Lindsay) создать специальный комитет из пяти человек по расследованию случаев коррупции среди полицейских. В ходе проведения расследования комитет был преобразован в Комиссию Нэппа (англ. Knapp Commission), которая получила название по имени своего председателя — федерального судьи Уитмена Нэппа (англ. Whitman Knapp).

## Ранение
Фрэнк Серпико был ранен 3 февраля 1971 года в ходе задержания торговцев наркотиками по адресу 778, Дригс Авеню (англ. 778 Driggs Avenue) в Бруклине. Четыре офицера полиции из Северного Бруклина получили информацию о месте и времени проведения сделки по продаже наркотических веществ.
Двое офицеров, Гари Роутмен (англ. Gary Roteman) и Артур Чезаре (англ. Arthur Cesare), остались в машине перед входом в подъезд, тогда как третий офицер — Пол Хэлли (англ. Paul Halley) — стоял возле здания. Серпико вышел из машины, взобрался на крышу по пожарной лестнице, провёл осмотр крыши и через запасной противопожарный выход проник в подъезд, произвёл наблюдение по совершению сделки, подслушал пароль и дал двум молодым закупщикам спокойно уйти.
Офицеры полиции, оставшиеся снаружи, произвели задержание закупщиков, у одного из которых при себе имелось две упаковки героина. Офицер Хэлли остался в машине сторожить задержанных с поличным, а офицер Роутмен приказал Серпико, так как тот говорил по-испански, провести фиктивную закупку, чтобы продавец спокойно и безбоязненно открыл дверь. Серпико постучал в дверь одной рукой, другой при этом сжимая у себя в кармане взведённый пистолет. Наркоторговец приоткрыл дверь на несколько дюймов, но при этом на ней оказалась накинутая цепочка, которая не позволяла полностью открыть дверь для проникновения в помещение. Серпико навалился на дверь всей массой своего тела, цепочка натянулась до предела, что дало возможность офицеру частично просунуться в дверной проём, но наркоторговец при этом всеми силами препятствовал открытию двери. Серпико позвал своих напарников на помощь, но они проигнорировали его призывы.
В момент противоборства между Серпико и наркоторговцем офицер полиции был ранен пистолетным выстрелом в упор. Пуля попала в щёку Серпико, прошла чуть пониже глаза и попала в верхнюю челюсть. Офицер потерял равновесие, упал на пол, у него началось обильное кровотечение, но напарники Серпико не сообщили диспетчеру о полученном офицером ранении. Престарелый сосед, после того, как услышал возню и выстрел в коридоре, вызвал скорую помощь, сообщил о ранении и оставался с раненым офицером до самого приезда скорой. Однако ещё до приезда скорой помощи на место задержания приехала полицейская машина и отвезла его в больницу Гринпойнт (англ. Greenpoint Hospital).
Серпико от выстрела оглох на левое ухо и испытывал постоянные сильные  боли от осколков, которые попали ему в мозг. На следующий день после ранения Серпико был посещён мэром города Джоном Линдсеем и полицейским уполномоченным Патриком Мэрфи (англ. Patrick V. Murphy). Серпико была обеспечена охрана, палата проверялась каждый час, а после поправки он дал показания Комиссии Нэппа.
Обстоятельства полученного офицером Серпико ранения сразу же вызвали пересуды. Во время проведения процедуры задержания Серпико, видя, что его напарники не спешат к нему на помощь, попытался ретироваться из опасной зоны и в этот самый момент был ранен, что позволило подозревать напарников Серпико в том, что они специально организовали эту операцию с целью ликвидации Серпико.
3 мая 1971 года газета Нью-Йорк Метро Мэгазин (англ. New York Metro Magazine) опубликовала статью об офицере Серпико, озаглавленную «Портрет честного полицейского» (англ. Portrait of an Honest Cop). 10 мая 1971 года Серпико дал показания на лейтенанта Департамента полиции Нью-Йорка, который был вовлечён в схемы взимания платы с подпольных игровых заведений. Офицер Серпико был награждён золотым значком и произведён в детективы.

## Дача показаний
В октябре и декабре 1971 года офицер Серпико дал показания Комиссии Нэппа:

«Надеюсь, что с помощью моего выступления сегодня… офицеры полиции не столкнутся в будущем… с подобного рода фрустрациями и тревогой, с которыми мне самому пришлось сталкиваться… последние пять лет от действий своих непосредственных руководителей… из-за моих попыток донести информацию о случаях коррупции. Я испытывал постоянное чувство вины за то, что пытался поднимать не интересующие никого вопросы. Проблема заключается в том, что до сих пор не существуют условий… при которых честный полицейский может действовать… без страха непонимания или репрессий со стороны коллег. Коррупция в полиции не может существовать без одобрения, по меньшей мере… руководителей высшего эшелона. Поэтому главным результатом сегодняшних слушаний… станет то, что, по мнению офицеров полиции, Департамент может измениться. Для того, чтобы это произошло… необходима независимая и постоянно действующая комиссия для разбора случаев коррупции… наподобие той, которая создана сейчас».
Фрэнк Серпико стал первым в истории офицером полиции, который дал показания о случаях коррупции в Департаменте полиции Нью-Йорка.

## Отставка
Фрэнк Серпико ушёл со службы 15 июня 1972 года, через месяц после того, как был награждён высшим знаком отличия Департамента полиции — Медалью почёта. Он переехал жить в Швейцарию, где восстанавливал свои силы после полученного ранения, и провёл в путешествиях по Европе порядка десяти лет. После того как было принято решение о съёмках фильма по мотивам его жизни, Аль Пачино пригласил Фрэнка Серпико пожить в своём доме в Нью-Йорке. Когда Аль Пачино спросил Фрэнка о мотивах, побудивших его пойти на такой шаг, Серпико ответил:

«Что ж, Аль, не знаю. Полагаю, я бы сказал, что потому, что... если бы я не поступил так, то кем бы я тогда был, когда слушаю музыку».
В 1980 году Серпико без лишнего шума вернулся в Нью-Йорк, где сейчас и проживает. В настоящее время преподаёт студентам в университетах и полицейских академиях, передаёт свой опыт офицерам, находящимся в схожих условиях.
При посредничестве журналиста газеты Нью-Йорк Пост (англ. New York Post) Майка Макэлари (англ. Mike McAlary) Серпико был представлен офицеру Джозефу Тримболи (англ. Joseph Trimboli), на которого оказывалось давление за его попытки воспрепятствовать коррупционным схемам, существовавшим в полиции в конце 80-х — начале 90-х годов прошлого века.
Серпико продолжает выступать против применения силы со стороны полиции и против ограничения гражданских свобод и усиливающейся коррупции, примеры которых вскрылись в деле о пытках Эбнера Луимы (англ. Abner Louima) и убийстве Амаду Диалло (англ. Amadou Diallo).
Фрэнк Серпико оказывает поддержку гражданам, которые ищут правды и справедливости, называя их «фонарщиками», вместо обычно используемого в таких случаях термина «осведомитель». Это такие люди, как Пол Ревер (англ. Paul Revere), который во время Войны за независимость сообщил американскому ополчению, находящемуся в местечке Олд Нордс Черч (англ. Old North Church), о приближающихся войсках англичан.

## Личная жизнь
Фрэнк Серпико был женат четыре раза. В 1957 году он женился на Мэри Энн Уилер (англ. Mary Ann Wheeler), с которой развёлся в 1962 году. В 1963 году сочетался узами брака с Лесли Лейн (англ. Leslie Lane), на тот момент студенткой колледжа, с которой развёлся в 1965 году. В 1966 году женился на Лори Янг (англ. Laurie Young), с которой развёлся в 1969 году. В июне 1972 года Фрэнк Серпико покинул службу в Департаменте полиции Нью-Йорка и перебрался в Европу. В 1973 году он женился на девушке Марианне (англ. Marianne) из Нидерландов, которая оставалась его женой вплоть до её смерти от рака в 1980 году. После смерти супруги Фрэнк Серпико решил перебраться жить обратно в Штаты. От последнего брака имел сына Александра, который родился 15 марта 1980 года и умер 12 мая 2021 года предположительно от передозировки наркотиков.

## Имя Серпико в книгах, фильмах и телевидении
Биографическая книга «Серпико» автора Питера Мааса была распродана тиражом в три миллиона экземпляров. По мотивам книги позже был написан сценарий кинофильма «Серпико», снятого режиссёром Сидни Люметом, главную роль в котором исполнил Аль Пачино. На телеканале NBC в 1976 году был запущен сериал «Серпико: Смертельная игра» (англ. Serpico: The Deadly Game), роль офицера Серпико в котором исполнил Дэвид Бирни (англ. David Birney).

## Биографии
- Maas, Peter (2005), Serpico: The Classic Story of the Cop Who Couldn't Be Bought, New York: Perennial, ISBN 978-0-06-073818-1 {{citation}}: Неизвестный параметр |coauthors= игнорируется (|author= предлагается) (справка)

## Фильмография
- A&E Biography «Frank Serpico» (2000) (TV)
- American Justice «Cops on Trial» (2000) (TV)

## Публикации
- Burnham, David (25 апреля 1970), Graft Paid to Police Here Said to Run Into Millions, New York Times
- Arnold, Martin (26 апреля 1970), Mayor's Committee Investigating Police Corruption Here Meets Tomorrow to Determine Procedures, New York Times
- Burnham, David (9 мая 1970), Panel on Police May Be Replaced, New York Times
- Burnham, David (22 мая 1970), Lindsey Appoints Corruption Unit, New York Times
- Burnham, David (7 июня 1970), Knapp Says Laws Spur Police Graft, New York Times
- Burnham, David (5 февраля 1971), The Mayor Visits 'a Very Brave Man', New York Times
- Burnham, David (2 мая 1971), 15 Police Trials Begin Tomorrow, New York Times
- Arnold, Martin (11 мая 1971), Crusading Policeman: Francisco Vincent Serpico, New York Times
- Burnham, David (15 мая 1971), 5 Promoted to Detective For Fight on Police Graft, New York Times
- Burnham, David (15 декабря 1971), Serpico Tells of Delay on Police Inquiry, New York Times
- Arnold, Martin (15 декабря 1971), Serpico's Lonely Journey to Knapp Witness Stand, New York Times
- After the Knapp Hearings, New York Times, 28 декабря 1971
- 17 Policemen Here to Get High Honor, New York Times, 18 мая 1972
- The Man Who Shot Serpico Is Convicted in Brooklyn, New York Times, 1 июня 1972
- Kilgannon, Corey (24 января 2010), Serpico on Serpico, New York Times, Дата обращения: 2 мая 2010